# Fredsmithia
Fredsmithia es un género de foraminífero bentónico de la familia Buliminoididae, de la superfamilia Glabratelloidea, del suborden Rotaliina y del orden Rotaliida. Su especie tipo es Fredsmithia sanclementensis. Su rango cronoestratigráfico abarca el Holoceno.

## Clasificación
Fredsmithia incluye a las siguientes especies:
- Fredsmithia ceratiformis
- Fredsmithia minuta
- Fredsmithia odettae
- Fredsmithia sanclementensis